# Impresionismus

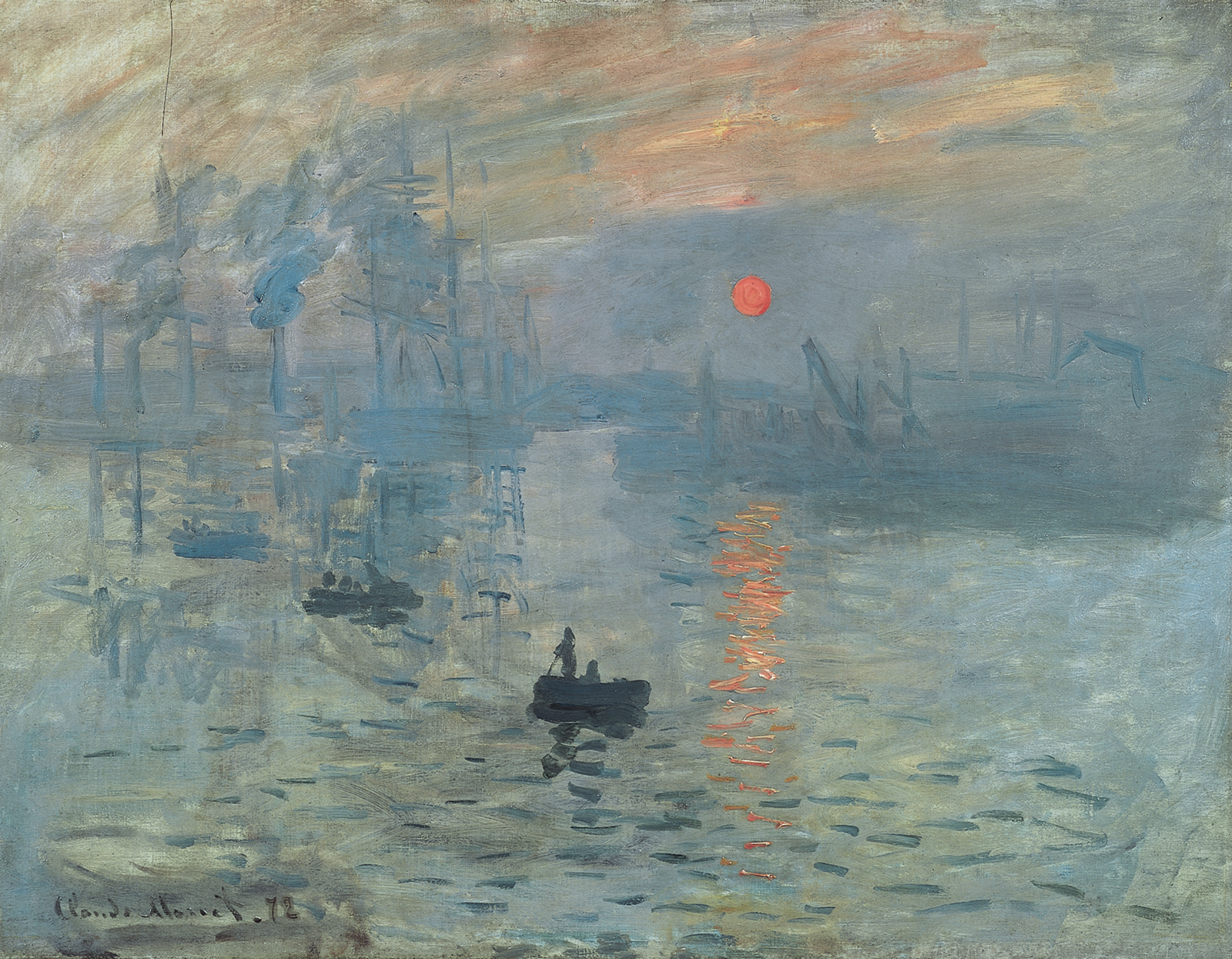
Obraz Clauda Moneta Impression, soleil levant (Imprese, východ slunce), podle kterého byl impresionismus pojmenován

Impresionismus je umělecký směr, který vznikl v druhé polovině 19. století. Byl reakcí na ateliérovou malbu, jeho cílem je malba v přírodě (plenér), kde se pokouší zachytit okamžitou atmosféru dané chvíle, neopakovatelné chvíle, okamžik duševního rozpoložení (imprese = dojem). Navazuje na realismus, se kterým má mnoho společných prvků, pojmů.
Pojem impresionismus je odvozen od obrazu Clauda Moneta Impression, soleil levant (Imprese, východ slunce), který byl roku 1874 vystaven na výstavě nezávislých malířů v Paříži. Poprvé tento pojem (v hanlivém smyslu) použil kritik Louis Leroy, neboť obraz považoval za nedokončený. Prosazení impresionismu ukončilo tradiční akademické umění a nastal rozvoj moderního umění.

## Výtvarné umění

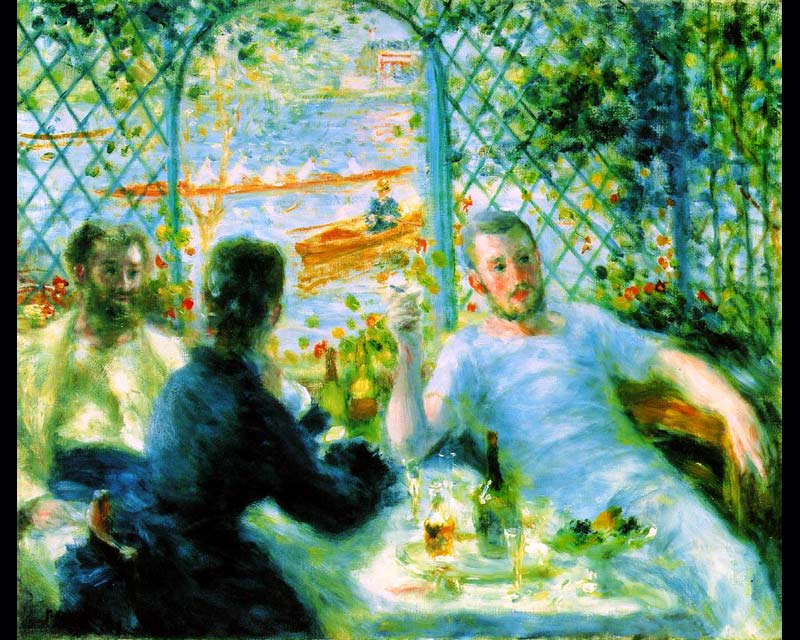
Renoirův obraz Kánoistův oběd (1879–1880)

První impresionisté stáli ve své době mimo běžný vkus, neboť nerespektovali mnoho tehdy platných pravidel výtvarného umění. Zcela programově odmítli hledat ideální krásu, ale naopak chtěli zachytit přirozenou krásu ve svém okolí a v danou chvíli. Podstatné bylo i to, že nemalovali v ateliéru, ale venku v přírodě, zahradě (nebo alespoň z otevřených dveří), což jim umožnilo pozorovat přírodu a pokoušet se zachytit hru stínů a slunečního světla.
Typické impresionistické obrazy se poznají podle toho, že jsou tvořeny krátkými tahy (resp. doteky) štětcem, s nemíchanou barvou (především zářivé a jasné barvy), čímž vznikl strukturní povrch, který je odlišuje od děl jejich předchůdců. Kompozice díla bývá zjednodušená a inovační; důraz je kladen spíše na celkový efekt než na detaily. Celek díla je možno vnímat až s určitým odstupem.
Hlavním tématem impresionistických obrazů je krajina a příroda, kterou malíři zobrazují za různých světelných podmínek a atmosférických jevů. Dalším velmi častým a významným námětem impresionistů se stalo moderní město a společenský život zahrnující prostředí tanečních zábav, kaváren, divadel, koncertů a dalších kulturních akcí. V dílech malířek se objevuje hlavně téma domácího života a každodenních intimních rituálů, především kvůli tehdejším společenským poměrům, které neumožňovaly ženám stejnou svobodu tvorby jako mužům.
Významný vliv na impresionistické malíře mělo převážně vědecké bádání v oblasti optiky a barvy, vynález barvy v tubě, fotografie a inspirace japonskými dřevoryty.

### Světoví malíři
- Eugene Boudin – Francouz
- Mary Cassatt – Američanka
- Gustave Caillebotte – Francouz
- Camille Corot – Francouz
- Edgar Degas – Francouz
- Henri Fantin–Latour – Francouz
- Henri de Toulouse-Lautrec – Francouz
- Laura Muntz Lyall – Kanaďanka
- Édouard Manet – Francouz
- Claude Monet – Francouz
- Berthe Morisot – Francouzka
- Camille Pissarro – Dán-Francouz
- Pierre-Auguste Renoir – Francouz
- Alfred Sisley – Francouz
- Paul Gauguin – Francouz
- Paul Cézanne – Francouz
- Vincent van Gogh – Nizozemec

Kompozice díla bývá zjednodušená a inovační

### Čeští malíři
- Antonín Slavíček
- Antonín Hudeček
- Václav Radimský
- Soběslav Pinkas
- Karel Purkyně
- Antonín Chittussi
- František Kaván
- Alexandr Oniščenko
- Ludvík Kuba
- František Kupka

### Světová literatura
- Paul Verlaine – Francouz
- Charles Baudelaire – Francouz
- Paul Bourget – Francouz
- André Gide – Francouz
- Marcel Proust – Francouz
- Hugo von Hofmannsthal – Rakušan
- Anton Pavlovič Čechov – Rus
- Rainer Maria Rilke – pražský Němec
- Franz Kafka – pražský německy píšící Žid

### Česká literatura
- Antonín Sova
- Karel Hlaváček
- Jiří Mahen
- Marie Pujmanová
- Rudolf Těsnohlídek
- Růžena Svobodová
- Fráňa Šrámek

## Hudba
Impresionismus přinesl do hudby nové prostředky (uvolnění harmonie, relativní osamostatnění hlasů, používání disharmonie, septimové, nonové a undecimové akordy v dříve nepoužívaných netradičních souvislostech, nová formová řešení). Za tvůrce hudebního impresionismu je považován C. Debussy, který navázal na rozmanité hudební vzory (vliv např. gregoriánského chorálu a hudby Dálného východu). Debbusyho projev ovlivnil hudbu 20. století.

### Svět
- Claude Debussy – Francouz
- Maurice Ravel – Francouz
- Albert Roussel – Francouz
- Ottorino Respighi – Ital
- Alexandr Nikolajevič Skrjabin – Rus

### Čechy
- Vítězslav Novák
- Josef Suk

## Film
Poválečná Francie se nacházela ve finanční krizi a filmová výroba stagnovala, navíc po roce 1914 již nikdo neuznával vedoucí postavení francouzské kinematografie a její uměleckou nadvládu – a tamní tvůrci si toho byli vědomi. Firma Pathé zažila těžké chvíle a na konci války její majitel zlikvidoval mnohé výrobní společnosti – nejdříve v Evropě, poté v USA. Ve 20. letech byla tak Francie zaplavena americkými filmy a jelikož nebyly domácí filmy žádané, byly i velké společnosti svolné k experimentům – trochu doufaly, že nové postupy dodají tamním filmům exkluzivitu.
Impresionisté chápali film jako umění, nikoli jako zábavu, o čemž se ještě ve 20. let 20. století vedly velké diskuze. Jejich filmové eseje byly psány básnickým jazykem, prosazovali svobodu autora vyjadřovat své pocity a myšlenky. Snažili se osvobodit film od divadelnosti, zkoumali možnosti kamery a snímání, důležité pro ně bylo civilní herectví. Zhruba v polovině 20. let objevují impresionisté rytmické možnosti střihu, vyprávěcí postupy zpravidla spadaly do žánru melodramatu. Oblíbené byly širokoúhlé záběry a hra se světlem a stíny. Směr filmového impresionismu končí souběžně s nástupem zvukového filmu – jednak proto, že je oproti němému filmu tak nákladný, za druhé kvůli finančním neúspěchům natáčených snímků (zvláště Napoleona). Impresionistické snímky měly i problém s tím, že se v nich těžko hledal obraz Francie a hrdinové snímků nebyli zapamatovatelní.

### Francie
- Abel Gance
- Marcel L’Herbier
- Germaine Dulac
- Louis Delluc
- Jean Epstein